# Linguistica Uralica
Linguistica Uralica (bis 1989 Советское Финно-Угроведение) ist eine internationale wissenschaftliche Zeitschrift für Uralistik. Sie wird in Tallinn von der Estnischen Akademie der Wissenschaften herausgegeben. Die ISSN der Printausgabe lautet 0868-4731; der aktuelle (2022) Chefredakteur ist Väino Klaus.

## Geschichte, Inhalt, Veröffentlichungsform
Die Zeitschrift Linguistica Uralica wurde 1965 als internationales wissenschaftliches Diskussionsforum der Uralistischen Linguistik in der Sowjetunion gegründet. Veröffentlicht werden Studien sowie Rezensionen und andere Mitteilungen und Stellungnahmen. Publikationssprachen sind Englisch, Deutsch und Russisch. Eingereichte Manuskripte von Studien werden einem Peer-Review mit Hilfe zweier unabhängiger Gutachter unterzogen. Die Zeitschrift erscheint vierteljährlich gedruckt und digital, alle seit Dezember 2021 eingereichten Artikel mit Open Access. Die durchschnittliche Auflage ist 300.

## Chefredakteure
- 1965–1990 Paul Ariste
- 1990–1996 Paul Kokla
- seit 1997 Väino Klaus